# Powellinia mateui
Powellinia mateui är en fjärilsart som beskrevs av Charles E. Rungs 1952. Powellinia mateui ingår i släktet Powellinia och familjen nattflyn. Inga underarter finns listade i Catalogue of Life.